# Junge Wirtschaft
Die Junge Wirtschaft (JW) ist die größte Interessenvertretung für junge Selbstständige in Österreich und vertritt mehr als 130.000 Jungunternehmerinnen und Jungunternehmern im Alter zwischen 18 und 40 Jahren. Die Bundesorganisation ist in der Wirtschaftskammer Österreich angesiedelt, die JW-Landesorganisationen in den jeweiligen neun Landeskammern. Weiters gibt es 100 Bezirks- und Projektgruppen.
Für ihre Mitglieder ist die Junge Wirtschaft zugleich Interessenvertretung, Servicedienstleister und Netzwerkplattform.
Die Bundesvorsitzende der Jungen Wirtschaft ist seit 2023 die Burgenländische Unternehmerin Bettina Dorfer-Pauschenwein. Komplettiert wird der aktuelle Bundesvorstand mit Verena Eugster, Claudia Falkinger und Dominik Jenewein. Als Bundesgeschäftsführer fungiert Lukas Sprenger.

## Interessenvertretung
Als Interessenvertretung der österreichischen Jungunternehmerinnen und Jungunternehmer setzt sich die Junge Wirtschaft dafür ein, dass junge Selbstständige und Führungskräfte gute Rahmenbedingungen für ihre Tätigkeiten haben. Mit den Initiativen ihres aktuellen Forderungsprogramms will die Junge Wirtschaft dafür sorgen, Unternehmertum in Österreich zu erleichtern, der Gesellschaft mehr Mut zum Unternehmertum zu machen und den Generationenvertrag zu sichern. Gleichzeitig will die JW mit ihrer Arbeit dafür sorgen, dass Österreichs Jungunternehmerinnen und Jungunternehmer von der Politik gehört werden und Räume für Innovation, Kreativität und Kooperation geschaffen werden.

## Services
Das Jungunternehmerportal bietet Neuigkeiten zu relevanten Themen für Jungunternehmer, einen Veranstaltungskalender über JW-Events in Österreich und Umfragen zu aktuellen wirtschaftspolitischen Themen. Es stellt Informationen zu Finanzierung oder Co-Working Spaces in Österreich zur Verfügung.

## Netzwerk
Die neun Landesorganisationen, 100 Bezirks- und Projektgruppen bieten auf den jährlich rund 600 Veranstaltungen den jungen Selbstständigen und Führungskräften eine Plattform zum Erfahrungsaustausch und zum Netzwerken. Darüber hinaus organisiert die Junge Wirtschaft den JW Summit und Vernetzungsmöglichkeiten auf internationaler Ebene.

### JW Summit
Jährlich wird der sogenannte „JW Summit“ durchgeführt – ein zweitägiger Kongress für Jungunternehmer und Führungskräfte mit bundesweiter und internationaler Beteiligung. Der JW Summit fungiert damit als eine Plattform für Weiterbildung, Erfahrungsaustausch und Networking. Die Veranstaltung wird jedes Jahr in Zusammenarbeit mit einer anderen Landesorganisation organisiert. Der bisher größte Summit fand 2024 mit rund 1.500 Teilnehmern in der Wiener Hofburg statt. 

### International
Die Junge Wirtschaft bietet ihren Mitgliedern international unterschiedliche Möglichkeiten zum Erfahrungsaustausch, zur Weiterbildung und die Möglichkeit, mit Unternehmern weltweit in Kontakt zu treten.
Dabei ist die Junge Wirtschaft einer von 100 Nationalverbänden des Weltverbands Junior Chamber International (JCI), einem internationalen Netzwerk von Organisationen für Menschen zwischen 18 und 40 mit Mitgliedern aus 124 Ländern.

#### Erasmus für Jungunternehmer
Die Junge Wirtschaft ist Partner des europaweiten Mobilitätsprogramms Erasmus für Jungunternehmer. Dieses unterstützt Unternehmensgründer und Jungunternehmer dabei, Kompetenzen zu erwerben und ein internationales Netzwerk aufzubauen. Jungunternehmerinnen und Jungunternehmer bekommen die Möglichkeit, bis zu sechs Monate in einem Klein- oder Mittelunternehmen (KMU) eines Unternehmers in einem anderen EU-Mitgliedstaat zu arbeiten.

#### Pitching Days
Gemeinsam mit AWS i2 Business Angels und der Außenwirtschaft Austria organisiert die Junge Wirtschaft die zweimal jährlich in einem anderen Land stattfindenden „Pitching Days“. Dabei erhalten österreichische Start-Ups die Möglichkeit, ihre Geschäftsidee vor internationalen Investoren zu präsentieren und ein mehrtägiges Programm mit Mentorinnen und Mentoren zu absolvieren. Das Programm sieht zusätzlich Besuche bei Akzeleratoren, Start-up-Inkubatoren und Investoren vor.

## Kampagnen

### Roadshow Künstliche Intelligenz (2019)
Mit der im ersten Halbjahr 2019 stattfindenden „Roadshow Künstliche Intelligenz“ versucht die Junge Wirtschaft, das Bewusstsein für die Chancen und Möglichkeiten, die sich durch Künstliche Intelligenz (KI) bieten, bei ihren Mitgliedern in ganz Österreich in das Zentrum der Aufmerksamkeit zu rücken. In Kooperation mit dem Verein AI Austria werden bei den Stops in allen Bundesländern konkrete Umsetzungsmöglichkeiten und Ideen für junge Selbstständige vorgestellt, wie KI in den Arbeitsalltag eingebunden werden kann. Im Rahmen der Roadshow werden praxisorientierte Anwendungsbeispiele von Unternehmen aus den Regionen aufgezeigt, deren Geschäftsmodelle auf Künstlicher Intelligenz basieren.

### Mission:Breitband (2017)
Im Jahr 2017 machte die Junge Wirtschaft mit der „Mission:Breitband“ darauf aufmerksam, dass Österreich in der flächendeckenden Breitbandversorgung im internationalen Vergleich weit zurückliegt. Rund 2/3 der 330.000 heimischen KMU hatten 2017 keinen schnellen Internetzugang. Mit dieser Kampagne wurde aufzeigt, warum schnelles Internet für den Wirtschaftsstandort Österreich notwendig ist und warum die Zeit drängt. Neben mehr als tausend privaten Unterstützerinnen und Unterstützern konnte die Kampagne prominente Testimonials wie Dorothee Ritz, Florian Gschwandtner, Andreas Bierwirth und den damaligen Wirtschaftsminister Harald Mahrer gewinnen.
Im November 2017 wurde die Mission:Breitband in das Regierungsprogramm der Bundesregierung Kurz I aufgenommen.

### Partner Staat (2015–2016)
In den Jahren 2015 und 2016 führte die Junge Wirtschaft eine Kampagne rund um ihr Konzept „Partner-Staat“. Damit thematisierte sie die Vision eines schlanken Staates, der als sogenannter „Enabler“ auftritt – im Gegensatz zu einem „bevormundenden und überregulierenden Übervater“. Im Zentrum des Konzeptes stand die Stärkung der Eigenverantwortung des Einzelnen in der Gesellschaft.
Im Zuge der Kampagne rund um das „Partner-Staat“-Konzept wurde im September 2016 ein Buch mit dem Titel „Standort Österreich. Mehr Mut zur Spitze“ veröffentlicht. Darin werden drei Handlungsfelder des Konzeptes – Bildung, Gründungen, Bürokratie – mit prominenten Vertretern aus Österreichs Wirtschaft, Politik und Gesellschaft diskutiert. Zu den Gesprächspartnerinnen und Gesprächspartnern zählten Sabine Herlitschka, Doris Hummer, Harald Mahrer, Andreas Salcher, Georg Pölzl und Richard Grasl.

## Bundesvorsitzende seit 2000
- Seit 2023: Bettina Dorfer-Pauschenwein
- 2019–2022: Christiane Holzinger
- 2017–2018: Amelie Groß
- 2014–2017: Herbert Rohrmair-Lewis
- 2010–2013: Markus Roth
- 2007–2009: Harry Gatterer
- 2006–2007: Daniel Brandstetter
- 2003–2006: Peter Lehner
- 2001–2003: Manfred Pletzer
- Bis 2000: Stefan Umdasch

## Bundesgeschäftsführer seit 2000
- Seit 2022: Lukas Sprenger
- 2019–2022: Elisabeth Zehetner-Piewald
- 2017–2018: Roman Vonderhaid
- 2007–2016: Elisabeth Zehetner-Piewald
- 2002–2007: Rainer Ribing
- Bis 2002: Alfons Helmel